# Victor Hase

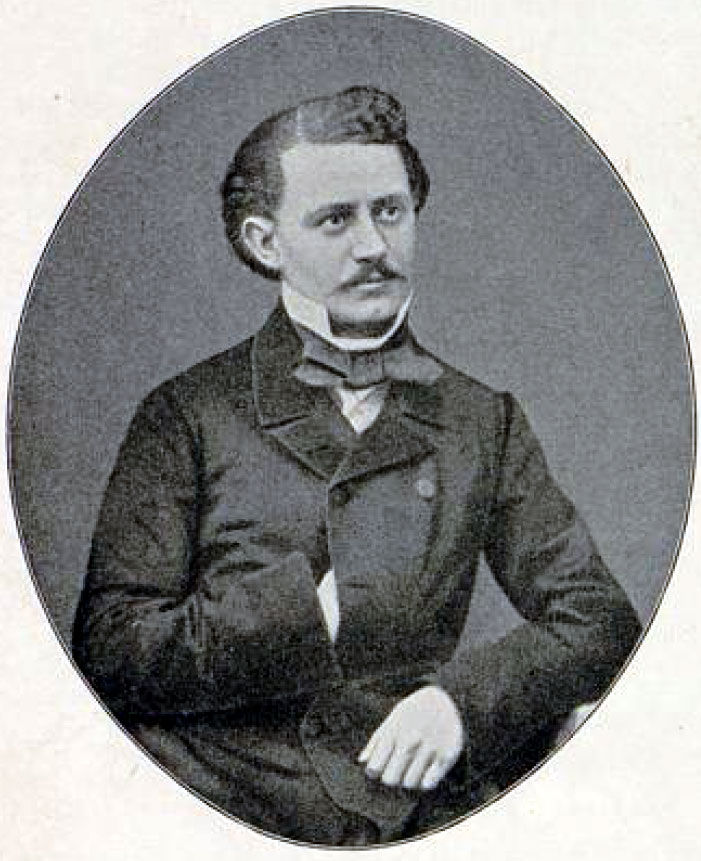
Karl Victor Hase

Karl Victor Hase (* 3. November 1834 in Jena; † 30. April 1860 ebenda) war ein deutscher Jurist. Auf ihn geht die Redensart „Mein Name ist Hase“ zurück.

## Leben
Der Sohn des 1883 geadelten evangelischen Kirchenhistorikers Karl von Hase und Bruder des Theologen Karl Alfred von Hase wurde am 23. November getauft. Durch anfängliche Ausbildung eines Privatlehrers gefördert, besuchte er die Grundschule in Jena. Am 3. Juni 1849 wurde er Schüler des Gymnasiums in Eisenach und begann Ostern 1853 an der Universität Jena ein Studium der Rechtswissenschaften. Hier wurde er Mitglied der Burschenschaft, trat aber bald wieder aus und wechselte Ostern 1854 an die Universität Leipzig, wo er ein Schüler von Karl Georg von Wächter wurde. Während eines Aufenthaltes bei seinem Onkel Franz Gustav Hase (* 25. März 1802 in Niedersteinbach; † 19. Juli 1885 in Oschatz) in Oschatz hatte er Kritik an einem Geistlichen geübt und musste sich in Leipzig dafür mit einer sechstägigen Haftstrafe verantworten.
Im Herbst gestattete ihm der Vater, an die Universität Heidelberg zu wechseln. In Heidelberg kam er mit einem Studenten in Kontakt, der im Duell einen anderen erschossen hatte. Später reiste dieser über die Universität Straßburg und ließ sich in der Fremdenlegion anwerben. Dazu benötigte er aber Ausweispapiere. So verlor Hase „zufällig“ seine Studentenkarte. Nachdem der Duellant die Karte nach Überquerung der Grenzen weggeworfen hatte, wurde diese gefunden und nach Heidelberg zurückgesandt. Bei der Untersuchung äußerte der junge Jurist „Mein Name ist Hase, ich verneine die Generalfragen, ich weiß von nichts“. Aus dieser Aussage, die damals in Heidelberg schnell bekannt wurde und bald die Runde durch andere deutsche und niederländische Universitäten machte, ist die Redensart „Mein Name ist Hase, ich weiß von nichts“ geworden. Im Juni 1857 bestand er vor dem Appellationsgericht in Eisenach sein erstes Staatsexamen und promovierte am 27. Juli 1857 in Jena zum Doktor der Rechte.
Danach arbeitete Hase in Eisenach. 1859 meldete er sich als Freiwilliger in der Armee des Großherzogs von Sachsen-Weimar und avancierte schnell zum Unteroffizier. Zudem absolvierte er während seiner Militärzeit am 24. Juni 1859 das zweite juristische Examen, kehrte in seine Kaserne nach Weimar zurück und wurde zum Portepeefähnrich befördert. Einige Wochen später, am 15. Oktober, schied Hase aus dem Militärdienst als Leutnant a. D. Danach wurde er Auditeur in Eisenach; im März 1860 erkrankte er an einem Nervenfieber und kurz darauf an einer Lungenentzündung. Schließlich kam noch eine Kopfrose hinzu, die sein noch junges Leben beendete. Den Vater traf der frühe Tod seines Sohnes hart; er schrieb in sein Tagebuch: „Es ist hart, unnatürlich, den Sohn begraben zu müssen, der nun fest und mannhaft an der Schwelle eigner männlicher Wirksamkeit stand. – Ein Vierteljahrhundert hatte Gott ihn uns gelassen.“